# Амир-агин хан у Новом Пазару
Амир-агин хан се налази у Новом Пазару у улици Рифата Бурџевића број 2. Некадашњи хан Амир-аге се данас користи у угоститељске сврхе, а сам објекат је под заштитом  државе и представља споменик културе од великог значаја.

## Историја
Сматра се да хан постоји још из XVII века, али о времену његовог настанка нема прецизних података. Хан Амир-аге се по својој лепоти истиче као данас један од два преостала хана у Новом Пазару. Некада је овај град поседовао шест ханова, што се зна преко списа путописаца Евлија Челебија који почетком друге половине XVII века, то бележи. Налази се у старом центру града, и представља једини преостали монументални објекат из тог периода.

## Изглед хана
Овај објекат се разликује од типичних грађевина ове врсте, по архитектонским замислима пре свега. Уз хан постоје занатске радње, које чине његов саставни део и које заједно чине последњи остатак некадашњег дела чаршије на левој обали реке Рашке. Положај на углу улица је диктирао и сам облик основе хана. Главни део хана, се састоји од приземља и спрата и он је служио је за преноћиште путника. Хана је такође и поседовао простор намењен за чување стоке (ту су својевремено смештени кириџијски коњи, мазге и камиле). Данас се овај објекат користи у угоститељско-туристичке сврхе.